# Buenos Aires, ciudad de ensueño
Buenos Aires, ciudad de ensueño és una pel·lícula argentina muda i en blanc i negre, escrita i dirigida per José Agustín Ferreyra, i estrenada el 26 de setembre de 1922. El film va estar protagonitzat per Lidia Liss, Jorge Lafuente, María E. Castre, Enrique Parigi i Carlos Dux.
Van ser director de fotografia el futur actor i director Carlos Torres Ríos, i el seu ajudant el futur director de fotografia Roque Funes.

## Sinopsi
El film narra històries personals revelant les metes de cadascun dels personatges; la seva filosofia és que:
| « | "el somni de cadascun que a cadascun no li oferirà la felicitat assequible però el mantindrà en la il·lusió. Saber que la felicitat no és descartable. Que el triomf no és impossible. Que el destí té la seva mà generosa." | » |

## Elenc
- Lídia Liss com Magdalena, la cocotte.
- Jorge Lafuente com Juan de Dios, el pagès.
- María E. Castre com Rosa Juana, la somiadora.
- Enrique Parigi com Enrique, el de la ciutat.
- Carlos Dux com Demetrio,, el poetastro.
- Elena Guido com Lina, la sacrificada.
- Carlos Lasalle com Alberto, el patoterito.
- Elsa Rey com Elsa, la pagesa.